# Font de Caldat

La Font de Caldat, respecte del terme de Granera

La Font de Caldat és una font del terme municipal de Granera, a la comarca del Moianès.
Està situada a 657 metres d'altitud, a la vall del torrent de Caldat, en el sector nord-oest del terme. És a prop i al nord de les Roques de Caldat, a migdia del sector més oriental de la Carena de Caldat, a llevant de les Vinyes.